# Río Tatamá
Le río Tatamá est une rivière de Colombie et un affluent du río San Juan.

## Géographie
Le río Tatamá prend sa source sur le versant ouest de la cordillère Occidentale, dans le parc national naturel de Tatamá (département de Chocó). Il coule ensuite vers l'ouest avant de rejoindre le río San Juan.